# معاني الأخبار (كتاب)
معاني الأخبار كتاب روائي، من تأليف الشيخ الصدوق (305 ــ 381 هـ)، من علماء الشيعة في القرن الرابع الهجري، ويحتوي الكتاب على 809 حديث من أحاديث رسول الله وأهل البيت في 429 باب في خمسة مواضيع مختلفة، في التفسير، والفقه، والكلام، والأخلاق، والتاريخ.

## مؤلف الكتاب
محمد بن علي بن الحسين بن موسى بن بابويه القمي المعروف بـ(الشيخ الصدوق) من علماء القرن الرابع الهجري، (305 هـ ــ 381 هـ)، ولد في مدينة قم المقدسة، ودفن في مدينة الري، في طهران.
ترك الشيخ الصدوق قرابة 300 أثر علمي، لكن الكثير من هذه المؤلفات فقدت، ومن آثاره الباقية: معاني الأخبار، وكمال الدين، وعيون أخبار الرضا، وعلل الشرائع، وصفات الشيعة.

## سبب التسمية
ذكر الشيخ الصدوق في الباب الأول من الكتاب ثلاث روايات عن جعفر الصادق، والتي كانت السبب في تسمية كتابه بمعاني الأخبار، منها:
- عن داود بن فرقد قال: سمعت أبا عبد الله يقول: ”أنتم أفقه الناس إذا عرفتم معاني كلامنا، إنّ الكلمة لتنصرف على وجوه، فلو شاء إنسان لصرف كلامه كيف شاء ولا يكذب“.[4]

- عن جعفر الصادق أنه قال: ”حديث تدريه خير من ألف حديث ترويه، ولا يكون الرجل منكم فقيهاً حتّى يعرف معاريض كلامنا، وإنّ الكلمة من كلامنا لتنصرف على سبعين وجهاً، لنا من جميعها المخرج“.[5]

وقد كتب الشيخ الصدوق معاني الأخبار بعد كتاب ”التوحيد“ و”علل الشرائع“ وذلك في سنة 331 هـ.

## أهمية الكتاب
تأتي أهمية الكتاب من حيث موضوعه من بين كتب الشيخ الصدوق، لأنه بين فيه غرائب الأحاديث ومشكلات الأخبار التي وردة على لسان الأئمة الاثنا عشر، حيث كان بمنزلة القاموس في فهم كلماتهم، ومعاني ألفاظهم، وهو لم يؤتى بمثله في هذا المجال.
كان الكتاب مورد توجه العلماء حيث يعتبرونه من الأصول الروائية المهمة، وقد ذكرت روايات الكتاب في مختلف المجاميع الروائية الشيعية مثل: الكتب الأربعة، وبحار الأنوار، ووسائل الشيعة.

## المحتويات
يحتوي الكتاب على 809 حديث في 429 باب في خمسة مواضيع مختلفة في التفسير، والفقه، والكلام، والأخلاق، والتاريخ، منها:
- باب معنى الاسم
- معنى بسم الله الرحمن الرحيم
- معنى الله
- معنى سبحان الله
- معاني الحروف المقطعة في القرآن
- معنى اللوح والقلم
- معنى تزويج النور من النور
- معنى الإسلام والإيمان
- معنى قول رسول الله اختلاف إمتي رحمة
- معنى الصلاة على النبي
- معنى الجماعة والفرقة والسنة والبدعة
- معنى التعرب بعد الهجرة
- معنى أصناف النساء
- معنى الزهد في الدنيا

## تحقيق وترجمة الكتاب
أشار آقا بزرك الطهراني في كتاب الذريعة إن الشيخ داود الأوالي البحراني قام بترتيب كتاب معاني الأخبار على هيئة الحروف الأبجدية، وكذلك شرح الكتاب المولى عبد النبي بن المولى أوجاق قلي الطسوجي، وهو مجلد كبير موجود في خزانة مشير الإسلام السيد جواد ابن السيد رضا.
تم ترجمة الكتاب إلى اللغة الفارسية من قبل آقا محمد إبراهيم بن محمد علي المحمد آبادي اليزدي، ومن قبل عبد العلي محمدي شاهرودي، وكذلك حميد رضا شيخي.

## نسخ الكتاب
توجد للكتاب عدّة نسخ خطية وهي:
- نسخة في المكتبة الرضوية، بخط الشيخ الحر العاملي.
- نسخة مخطوطة في مكتبة العلامة الطباطبائي، وهذه النسخة صححها وقابلها محمد بن محمد المعروف بعلم الهدى سنة 1073 هـ.
- نسخة في مكتبة آية الله المرعشي النجفي.
- نسخة مطبوعة مع كتاب علل الشرائع سنة 1299 هـ.[14]